# Сухой Ручей (приток Большого Бачата)
Сухой Ручей (устар. Сухая Речка) — река в России, протекает по Беловскому и Гурьевскому районам Кемеровской области.
Устье реки находится в 39 км по левому берегу реки Большой Бачат. Длина реки составляет 14 км.

## Данные водного реестра
По данным государственного водного реестра России относится к Верхнеобскому бассейновому округу, водохозяйственный участок реки — Иня, речной подбассейн реки — бассейны притоков (Верхней) Оби до впадения Томи. Речной бассейн реки — (Верхняя) Обь до впадения Иртыша.